# Giuseppe Miraglia (1923)
Giuseppe Miraglia – włoski transportowiec wodnosamolotów (według włoskiej terminologii okręt lotniczy – nave portaerei) z okresu międzywojennego i II wojny światowej. Adaptowany do tej roli poprzez przebudowę statku pasażersko-towarowego „Città di Messina”, został wcielony do floty 1 listopada 1927 roku. Był wykorzystywany głównie do celów eksperymentalnych i szkoleniowych. W połowie lat 30. był używany do zadań pomocniczych, nie brał aktywnego udziału w działaniach wojennych. Po zdemobilizowaniu, w 1950 roku został sprzedany na złom.

## Pozyskanie i adaptacja
Pierwsze eksperymenty lotnicze, przy użyciu balonów obserwacyjnych na uwięzi, były prowadzone w Regia Marina od 1907 roku, z wykorzystaniem krążowników pancernopokładowych „Elba” i „Liguria” w czasie manewrów pod Sycylią. Rozwój nowej techniki odbywał się we Włoszech przy poparciu młodego króla Wiktora Emanuela III, który w 1908 roku, jako pierwsza w historii głowa państwa, odbył lot sterowcem. Cztery lata po sycylijskich manewrach, w czasie wojny trypolitańskiej, Regia Marina jako pierwsza marynarka wojenna na świecie zaprezentowała dobrze zorganizowane siły powietrzne, używając balonów, sterowców i samolotów, a także dedykowane okręty lotnicze. Z pokładu brygantyny „Cavalmarino” wielokrotnie wzbijał się balon, z pokładu którego kierowano ogniem krążownika „Carlo Alberto” i pancernika „Re Umberto”. Siły powietrzne marynarki: Sezione Aviazione Marina, oficjalnie powstały w 1913 roku. Podczas I wojny światowej włoska marynarka dysponowała transportowcem wodnosamolotów „Europa”, przebudowanym ze starego parowca brytyjskiej budowy, zakupionego w 1915 roku i dostosowanego do nowej funkcji w Arsenale w La Spezia. Mógł on przenosić do ośmiu wodnosamolotów. Od 1916 roku bazował w albańskiej Valonie, zastępując tam „Elbę” w roli bazy wodnosamolotów oraz tendra dla okrętów podwodnych.
Pozytywne doświadczenia z działań lotnictwa morskiego w I wojnie światowej skłoniły dowództwo Regia Marina do poczynienia planów pozyskania nowego okrętu lotniczego, zdolnego do towarzyszenia w morzu zespołom pancerników. Musiał on wobec tego osiągać zbliżoną prędkość maksymalną, przekraczającą 20 węzłów i być wyposażony w katapulty, umożliwiające starty samolotów nawet przy wzburzonym morzu. Zły stan finansów państwa na początku lat 20. XX wieku uniemożliwiał jednak zaprojektowanie i zbudowanie takiej jednostki od podstaw, konieczne okazało się pozyskanie gotowego kadłuba i jego adaptacja. W tym czasie w dwóch włoskich stoczniach znajdowały się w budowie cztery parowce pasażersko-towarowe, zamówione przez koleje państwowe. Ich ukończenie zostało wstrzymane w związku z ograniczeniami budżetowymi po stronie zamawiającego. Wszystkie cztery zostały zakupione przez Regia Marina: dwa mniejsze przebudowano na okręty warsztatowe i tendry dla okrętów podwodnych o nazwach „Volta” i „Pacinotti”, zaś spośród dwóch większych jeden adaptowano do roli jachtu królewskiego „Savoia”, a drugi, mający nosić nazwę „Città di Messina”, miał zostać nowym transportowcem wodnosamolotów włoskiej floty.
Kadłub jednostki zwodowano 20 grudnia 1923 roku w Arsenale w La Spezia, nadając mu nazwę „Giuseppe Miraglia” na cześć jednego z pionierów włoskiego lotnictwa morskiego. Prace adaptacyjne, polegające na zabudowie hangarów, katapult i całości niezbędnego wyposażenia trwały przez kolejne cztery lata. Jedną z przyczyn opóźnienia był wypadek, jaki wydarzył się zimą 1925 roku, gdy w wyniku sztormu kadłub nabrał wody i przewrócił się na lewą burtę, osiadając na dnie basenu stoczniowego. Operację jego podniesienia nadzorował major inżynier Giuseppe Pugliese, późniejszy główny konstruktor floty. 19 czerwca 1927 roku przeprowadzono próby prędkości, a 1 listopada został oficjalnie przejęty przez Regia Marina.

## Opis konstrukcji
„Giusepe Miraglia” miał długość całkowitą 121,22 m (115 metrów pomiędzy pionami), szerokość 14,99 m i średnie zanurzenie 5,82 m przy wyporności normalnej 5400 ton. Napęd stanowiło osiem kotłów wodnorurkowych typu Yarrow, zasilających w parę dwie turbiny parowe systemu Parsonsa, poruszające za pośrednictwem przekładni dwa wały napędowe z trójłopatowymi śrubami. Całość została wykonana przez zakłady Ansaldo w Genui. Łączna moc układu napędowego wynosiła 16 700 KM (według drugiego źródła 12 000 KM). Prędkość maksymalna wynosiła 21 węzłów, na próbach stoczniowych uzyskano 21,6 węzła. Zapas paliwa stanowiło 430 ton mazutu. Początkowe uzbrojenie składało się z czterech armat przeciwlotniczych Ansaldo-Schneider 1914 kal. 102 mm. Pod koniec lat 30. uzupełniło je sześć zdwojonych zestawów wielkokalibrowych karabinów maszynowych typu Breda 31, kal. 13,2 mm (licencyjny francuski wkm Hotchkissa).

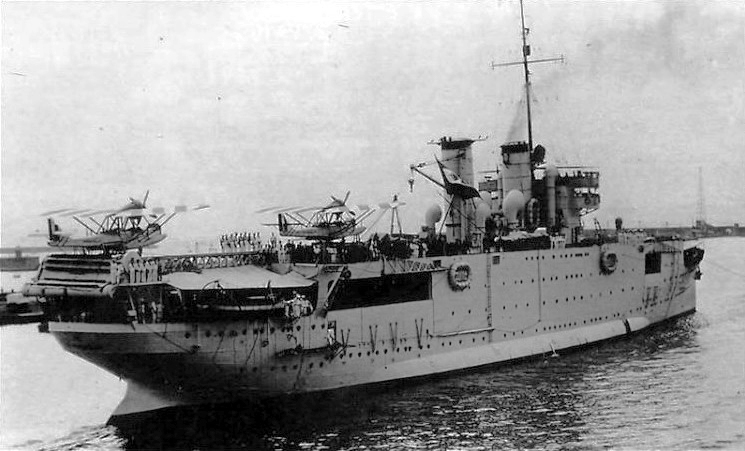
„Giuseppe Miraglia”

Przed i za wyspą nadbudówek śródokręcia zbudowano, podwyższając odpowiednio burty, dwa hangary lotnicze. Mogły one pomieścić jedenaście wodnosamolotów gotowych do użycia oraz dodatkowo sześć w stanie złożonym (niektóre źródła określają maksymalną liczbę zaokrętowanych maszyn na 20). Hangary miały na burtach duże furty, zamykane uchylnymi bramami, służące do przyjmowania na pokład wodnosamolotów podnoszonych z powierzchni morza. Podnoszenie gotowych do startu maszyn na pokład główny odbywało się poprzez cztery luki w dachach hangarów, za pomocą dwóch bomów ładunkowych. Do startu samolotów służyły dwie stałe katapulty na sprężone powietrze typu Gagnotto, zainstalowane na dziobie i rufie. Pierwsza była wykorzystywana przy startach w ruchu okrętu pod wiatr, druga, gdy stał nieruchomo bądź poruszał się z niewielką prędkością przy wietrze od rufy.
W skład grupy lotniczej wchodziły początkowo wodnosamoloty rozpoznawcze Macchi M.18, które miały być wkrótce zastąpione przez większe Piaggio P.6, jednak wobec ich niezadowalających osiągów przezbrojenie wstrzymano. Kolejny zaprojektowany dla Regia Marina wodnosamolot pokładowy, CMASA M.F.4, okazał się również nieudany i wyprodukowano go jedynie w sześciu egzemplarzach, z których dwa były przez pewien czas zaokrętowane na transportowcu. Dopiero w 1935 roku nastąpiła całkowita wymiana grupy lotniczej, którą miały stanowić małe łodzie latające (nominalnie samoloty myśliwskie) typu CANT 25. Od 1938 roku zastąpiły je dwumiejscowe wodnosamoloty z pływakiem centralnym IMAM Ro.43. Ponadto „Giuseppe Miraglia” był wykorzystywany do prób startów z katapulty innych samolotów, na przykład myśliwca Reggiane Re.2000. W latach 30. na transportowcu prowadzono próby z plandeką typu Hein, służącą do podnoszenia samolotów z powierzchni morza podczas ruchu okrętu. Składy paliwa lotniczego mieściły 40 ton benzyny.
Podczas remontu w 1935 roku na burtach okrętu zabudowano duże bąble przeciwtorpedowe, które oprócz spełniania swej podstawowej funkcji miały też poprawić niezadowalającą stabilność poprzeczną jednostki. Spowodowało to wzrost szerokości maksymalnej do 17 m na linii wodnej i spadek prędkości maksymalnej do 18–19 węzłów. Oznaczało to, że jednostka przestała spełniać wymogi taktyczne dla towarzyszenia w operacjach dużym okrętom wojennym i odtąd była klasyfikowana jako pomocnicza. Podczas tego samego remontu wymieniono stałą katapultę na rufie na obrotową, wychylaną po 35° od osi podłużnej na każdą z burt.
Załoga okrętu, według różnych źródeł, wynosiła od 180 do 296 oficerów, podoficerów i marynarzy.

## Przebieg służby
Od początku służby „Giuseppe Miraglia” służył do różnorakich prób wyposażenia lotniczego oraz opracowania wytycznych, dotyczących współpracy lotnictwa morskiego z flotą. Jego przydatność jako okrętu ściśle bojowego była ograniczona przez niewystarczającą stabilność poprzeczną kadłuba oraz fakt, że od lat 30. większość dużych jednostek nawodnych Regia Marina dysponowała własnymi wodnosamolotami pokładowymi i katapultami. Po zabudowaniu bąbli przeciwtorpedowych w 1935 roku także prędkość transportowca okazała się niewystarczająca do spełniania zadań liniowych. Wobec tego „Giuseppe Miraglia” był wykorzystywany głównie do celów pomocniczych: jako baza wodnosamolotów, jednostka wsparcia technicznego oraz transportowiec lotniczy. W 1939 roku został użyty do przewozu samolotów dla wojsk we Włoskiej Afryce Wschodniej, a następnie transportu czołgów do okupowanej Albanii.
Po przystąpieniu Włoch do działań wojennych w 1940 roku, okręt pozostawał głównie na wodach macierzystych, pełniąc funkcje szkolne, transportowe oraz okrętu warsztatowego dla wodnosamolotów z innych jednostek, stacjonując w Tarencie. W maju 1942 roku z jego pokładu odbyły się pierwsze próby startu myśliwca Reggiane Re.2000 z użyciem katapulty, obserwowane przez dowódcę floty, admirała Angelo Iachino. W ich trakcie jeden z asów Regia Aeronautica, porucznik Giulio Reiner, wykonał kilka lotów w różnych warunkach, co pozwoliło ustalić konieczne wartości przyspieszenia niezbędnego dla prawidłowego startu. Po tym wydarzeniu „Giuseppe Miraglia” nie był już nigdy wykorzystywany do katapultowania samolotów.
W wyniku zawieszenia broni we wrześniu 1943 roku transportowiec, stacjonujący wówczas w Wenecji, przeszedł do Tarentu, by zgodnie z warunkami rozejmu udać się na Maltę pod kontrolę Sprzymierzonych. Zakotwiczony, pełnił tam rolę tendra dla załóg internowanych okrętów podwodnych. Po powrocie do Włoch pełnił przez pewien czas funkcje pomocnicze, by po zdemobilizowaniu zostać w 1950 roku wycofanym ze służby. Oficjalnie skreślony z listy floty 15 lipca 1950 roku, został wkrótce potem pocięty na złom.